# Oratorio di San Quirino
L'oratorio di San Quirino è un luogo di culto cattolico sconsacrato dalle forme barocche, situato in strada agli Ospizi Civili 1 a Parma, nell'omonima provincia.

## Storia
L'oratorio di Sant'Angelo fu fondato nel 1331 non lontano dalla chiesa di Santa Maria del Carmine dai frati carmelitani e da Garsuccio Garsi: mutò il titolo in San Quirino nel 1335.
Nel XVIII secolo la confraternita della Beata Vergine del Carmine fece abbattere l'oratorio e ne fece edificare uno più elegante, disegnato da Edelberto dalla Nave. Il nuovo tempio fu benedetto il 7 settembre 1734.
La chiesa, di proprietà comunale, è stata abbandonata e sconsacrata nel 1903. Dal 2010 è saltuariamente aperto come luogo d'esposizione.

## Descrizione
L'edificio è a pianta ottagonale ed è coperto da una cupola ovale.
La facciata era decorata dall'affresco realizzato da Giovanni Bolla raffigurante una Madonna con Bambino, di cui restano solo poche tracce.
Di Bolla sono anche l'Assunta in gloria nella cupola, i Santi nei pennacchi e le figure a monocromo nell'abside. Le statue in stucco nelle nicchie sono di Pietro Reti.
Sull'altare maggiore era una Natività di Clemente Ruta; su uno degli altari laterali era un Martirio di san Quirino di Pietro Rubini. Dalla sagrestia proviene lo stendardo con la Beata Vergine e i santi Angelo e Alberto del Bertoja, ora in galleria nazionale.